# Eduard Hobein
Eduard Hobein (* 24. März 1817 in Schwerin; † 28. Mai 1882 ebenda) war ein deutscher Dichterjurist.

## Leben
Eduard Hobein war Sohn des Schweriner Advokaten Theodor Ludwig August Hobein (1780–1831) und dessen Frau Sophia Christina, geb. Parbs (* 1787). Er entstammte als ältestes Kind der zweiten Ehe seiner Mutter. Sie war die Witwe von Gottlieb Schnelle (1789–1815). Schnelle, ein Stifter der Jenaer Landsmannschaft Vandalia 1811, der als Bahnbrecher des burschenschaftlichen Gedankens in Jena gilt, war in den Befreiungskriegen gefallen. Gemeinsam mit vier Kindern aus dieser ersten Ehe der Mutter und (mindestens) einer jüngeren Schwester wuchs Hobein in Schwerin auf, der altehrwürdigen Residenzstadt des Landesteils Mecklenburg-Schwerin, die seit dem Aufblühen von Ludwigslust im 18. Jahrhundert ins Hintertreffen geraten war.
Hobein besuchte das Fridericianum Schwerin, bestand Michaelis 1839 das Abitur und immatrikulierte sich gleich danach (22. Oktober 1839) an der Universität Rostock für ein Studium der Rechtswissenschaften, welches er 1843 beendete. Er wurde 1842 Mitglied des Corps Vandalia Rostock. Er wurde 1845 Advokat und war Regierungskommissar der Mecklenburgischen Hypotheken- und Wechselbank sowie Berater des Hoftheaters in Schwerin. Er war Konsulent (Rechtsberater) des Schweriner Hoftheaters und erhielt 1875 den Titel Hofrat.
Hobein war zweimal verheiratet: zunächst seit 1848 mit Henriette Weber, einer Tochter des Juristen und Stadtrichters von Malchin, Adolph Friedrich Weber, die 1857 im Wochenbett verstarb; dann seit 1860 mit deren Nichte Auguste Weber (1840–1913), einer Tochter aus zweiter Ehe des Neustrelitzer Regierungssekretärs August Wilhelm Ludwig Weber (1794–1883) und Großnichte des durch Fritz Reuter zu Berühmtheit gelangten Stavenhagener Amtshauptmanns Heinrich Weber (1757–1826), der auch in Reuters Briefen vorkommt. Aus Hobeins erster Ehe ist ein Sohn, der Generalarzt Rudolph Hobein (* 1852) bekannt.
Eduard Hobein stand im Briefwechsel mit John Brinckman, Klaus Groth, Fritz Reuter und Heinrich Seidel. Er schrieb niederdeutsche Gedichte und Erzählungen und war der zeitweilig Herausgeber des Freimüthigen Abendblatts.

## Auszeichnungen
- Schlossmedaille in Silber (1857, für das Libretto der zur Einweihung gespielten Oper Johann Albrecht)[4]
- Medaille für Kunst und Wissenschaft (Mecklenburg-Schwerin) in Gold[5]
- Hausorden der Wendischen Krone, Verdienstkreuz in Gold

## Werke
- Johann Albrecht: große Oper in drei Aufzügen. Schwerin 1857. (Libretto für Friedrich von Flotow, Digitalisat, Library of Congress)
- Blömings un Blomen ut frömden Gorden. Berlin 1861 (Digitalisat)
- De Groffsmidt. En Dörpgeschicht. Schwerin 1863
- Gedichte. Hamburg 1863 (Digitalisat)
- Buch der Hymnen. Schwerin 1864 (Digitalisat)
- Über Klaus Groth und seine Dichtungen. Hamburg 1865 (Digitalisat)
- Byron Anthologie, auserwähltes aus Lord Byrons Dichtungen übertragen von Eduard Hobein. Schwerin 1866.
- Vom Ostseestrand. Belletristisches Jahrbuch aus Mecklenburg. Schwerin 1866 und Rostock 1868.
- Feldflüchters. Leeder un Läuschen. Berlin 1875.
- Allerhand; wat is tom Lachen, wat ok nich. 1870 (anonym).
- Buch der Hymnen. Neue Sammlung alter Kirchenlieder mit den lateinischen Originalen. Gütersloh 1881.

## Nachlass
Den Nachlass von Eduard Hobein verwahrt die Landesbibliothek Mecklenburg-Vorpommern in Schwerin (Signatur: Hob. 1-79).